# Barcău (Crișul Repede)
Barcău ili Bereteu (rumunjski, mađ. Berettyó) je rijeka koja izvire u županiji Sălaj u Rumunjskoj. Duljina joj je 167 km, a površina porječja 5,812 km2.:22 Nakon prelaska kroz županiju  Bihor u Rumunjskoj i županije Hajdú-Bihar i Békés u Mađarskoj, ulijeva se u Sebes-Körös (rum. Crișul Repede) u blizini Szeghaloma. Njezina duljina u Rumunjskoj je 134 km.
Gornji tok Barcăua, uzvodno od sutoka s Răchitom, lokalno se naziva Ștei, Berchesei ili Bărcașu. Raspon između sutoka s Răchitom i Toplițom lokalno je poznat kao Tusa. Ime Barcău koristi se samo nakon sutoka s  Toplicom.

## Gradovi i sela
Sljedeći gradovi i sela nalaze se duž rijeke Barcău, od izvora do ušća:
- : Valcău de Jos, Boghiș, Nușfalău, Ip, Suplacu de Barcău, Balc, Abram, Marghita, Abrămuț, Chișlaz, Sălard, Tămășeu
- Kismarja, Pocsaj, Gáborján, Berettyóújfalu, Szeghalom.

## Pritoke
Sljedeće rijeke su pritoke rijeke Barcău (od izvora do ušća):
- Lijeve: Valea Răchitelor, Toplița, Iaz, Valea Mare, Groapa, Cerăsei, Marca, Borumlaca, Săldăbagiu, Bistra, Valea Albă, Tria, Valea Fânețelor, Almaș, Valea Vițeilor, Fâneața Mare, Crișul Mic
- Desne: Comăneasa, Ip, Camăr, Curătura, Dijir, Inot, Cheț, Valea Lacului, Făncica, Sânnicolau, Roșiori, Ier